# Asa Butterfield

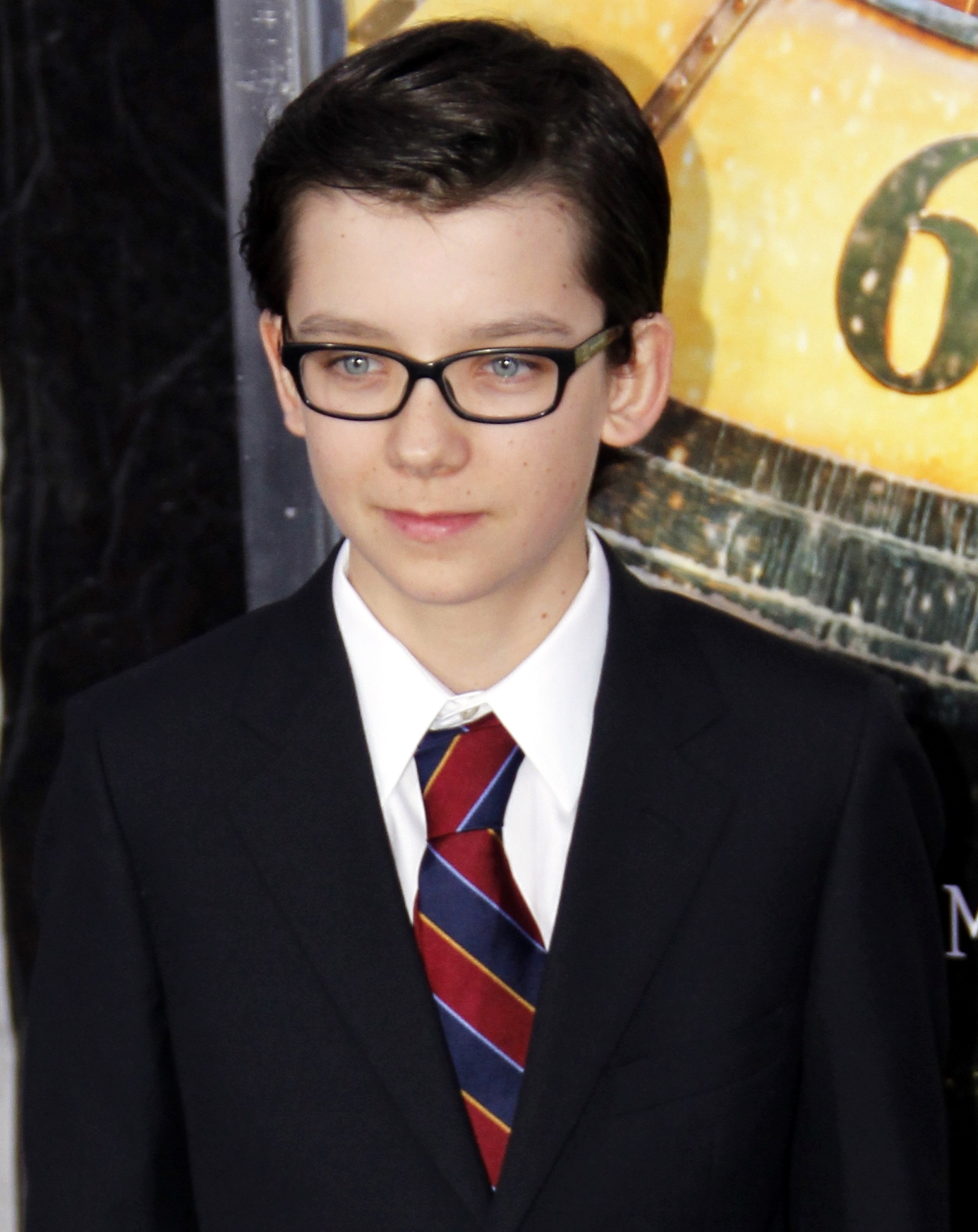
Asa Butterfield 2011.

Asa Bopp Farr Butterfield (IPA: /ˈeɪzə/), född 1 april 1997 i Islington i London, är en brittisk skådespelare. Han slog igenom som barnskådespelare och har fortsatt att skådespela även som vuxen. 
Han medverkade i Pojken i randig pyjamas (2008) och hade rollen som Norman i Nanny McPhee och den magiska skrällen (2010). Han medverkade även i filmen Ender's Game (2013 där han spelar Ender Wiggin). År 2016 kom "Miss Peregrines hem för besynnerliga barn" där han spelade huvudrollen som "Jacob Portman". Butterfield har också varit med i tv-serien Merlin i rollen som Mordred. År 2011 spelade han huvudrollen som Hugo Cabret i Martin Scorseses Oscarbelönade film Hugo Cabret. Mellan 2019 och 2023 spelade han huvudrollen Otis Milburn i Netflix-serien Sex Education.

## Filmografi

### Filmer
| År   | Titel                                     | Roll                  | Anmärkningar |
| ---- | ----------------------------------------- | --------------------- | ------------ |
| 2007 | Son of Rambow                             | Brethren Boy          |              |
| 2008 | Pojken i randig pyjamas                   | Bruno                 |              |
| 2010 | Nanny McPhee och den magiska skrällen     | Norman Green          |              |
| 2010 | The Wolfman                               | Younger Ben Talbot    |              |
| 2011 | Hugo Cabret                               | Hugo Cabret           |              |
| 2013 | Ender's Game                              | Ender Wiggin          |              |
| 2014 | Mästerskapet                              | Nathan Ellis          |              |
| 2015 | Ten Thousand Saints                       | Jude Keffy-Horn       |              |
| 2016 | Miss Peregrines hem för besynnerliga barn | Jacob "Jake" Portman  |              |
| 2017 | The House of Tomorrow                     | Sebastian Prendergast |              |
| 2017 | Journey's End                             | Jimmy Raleigh         |              |
| 2017 | The Space Between Us                      | Gardner Elliot        |              |
| 2018 | Then Came You                             | Calvin Lewis          |              |
| 2018 | Time Freak                                | Stillman              |              |
| 2018 | Slaughterhouse Rulez                      | Willoughby Blake      |              |

### TV
| Year      | Title               | Role                           | Notes                           |
| --------- | ------------------- | ------------------------------ | ------------------------------- |
| 2006      | After Thomas        | Andrew                         | TV-film                         |
| 2008      | Ashes to Ashes      | Donny                          | Avsnitt: "Avsnitt 6" (säsong 1) |
| 2008–2009 | Merlin              | Mordred                        | 3 avsnitt                       |
| 2017      | Thunderbirds Are Go | Space Controller Conrad (röst) | 1 avsnitt                       |
| 2019–2023 | Sex Education       | Otis Milburn                   | Huvudroll                       |

## Utmärkelser och nomineringar
| År   | Utmärkelse                         | Kategori                                                 | Arbete                  | Resultat  | Ref.  |
| ---- | ---------------------------------- | -------------------------------------------------------- | ----------------------- | --------- | ----- |
| 2008 | British Independent Film Award     | Most Promising Newcomer                                  | Pojken i randig pyjamas | Nominerad |       |
| 2009 | NSPCC Award                        | Young British Performer of the Year                      | Pojken i randig pyjamas | Nominerad |       |
| 2011 | Las Vegas Film Critics Society     | Best Youth in Film                                       | Hugo Cabret             | Vann      | [ 3 ] |
| 2012 | Broadcast Film Critics Association | Best Young Actor/Actress                                 | Hugo Cabret             | Nominerad | [ 4 ] |
| 2012 | Empire Awards                      | Best Male Newcomer                                       | Hugo Cabret             | Nominerad | [ 5 ] |
| 2012 | Saturn Awards                      | Best Performance by a Younger Actor                      | Hugo Cabret             | Nominerad | [ 6 ] |
| 2012 | Young Artist Award                 | Best Performance in a Feature Film – Leading Young Actor | Hugo Cabret             | Nominerad | [ 7 ] |
| 2014 | Saturn Awards                      | Best Performance by a Younger Actor                      | Ender's Game            | Nominerad | [ 8 ] |
| 2014 | British Independent Film Awards    | Best Actor                                               | Mästerskapet            | Nominerad | [ 9 ] |